# Eastern Airlines, LLC
Eastern Airlines, LLC es una aerolínea estadounidense fundada en 2010. Comenzó como Dynamic Airways y luego agregó "International" a su nombre para reflejar su transición de una aerolínea chárter a servicios internacionales regulares. Bajo el nombre Dynamic, la aerolínea tenía su sede en High Point, Carolina del Norte, y ofrecía servicios desde Nueva York a Sudamérica. Solía operar desde Fort Lauderdale, Chicago, Los Ángeles y Nueva York hasta el Caribe, Cancún y Sudamérica.
Después de una exitosa reestructuración por bancarrota en abril de 2018, Dynamic International Airways obtuvo una licencia para usar la propiedad intelectual de Eastern de Swift Air y los arrendamientos de dos aeronaves de la startup Eastern Air Lines (2015). Dynamic pasó a llamarse Eastern Airlines.

## Historia
Dynamic Airways fue establecida por Dynamic Aviation en 2010, su primer avión pasó de ser un McDonnell Douglas MD-88 de segunda mano, esto se dio un año antes de las operaciones, que comenzaron en 2009. Esto fue seguido rápidamente por la adquisición de otro MD-80 un año más tarde, justo antes de que la aerolínea iniciara oficialmente sus operaciones a principios de octubre de 2010, después de recibir su certificado de operador aéreo.
En noviembre de 2010, la aerolínea comenzó a operar para Direct Air. Su primer avión de la compañía fue repintado con la librea de Direct Air y arrendado a esta aerolínea.
Como la línea aérea se acercaba a su segundo año de operaciones, el primer avión de fuselaje ancho, Boeing 767-200 fue entregado a la compañía aérea, seguido de la aprobación para el segundo MD-88 para llevar a los cielos.
No mucho tiempo después de la compra de la segunda aeronave McDonnell Douglas MD-80, Dynamic anunció una asociación de tres años volando para Hoda Air Services en Corea del Sur. El acuerdo, que incluye un McDonnell Douglas MD-88 con el apoyo de un equipo completo, fue la primera aerolínea en Asia. La aerolínea siguió creciendo cuando se entregó el primer 767, que entró en servicio y el segundo, que fue de acuerdo con la línea aérea disponible para ACMI wet lease, alquiler completo y programas de transporte corporativos para organizaciones privadas y gubernamentales.
En marzo de 2012, Direct Air suspendió temporalmente sus operaciones y canceló todos los vuelos chárter, Direct Air posteriormente hizo la declaración de quiebra y dejó de funcionar por completo poco después, teniendo acumulados millones de dólares en deudas. El MD-88 fue devuelto a Dynamic como resultado. El tercer Boeing 767 fue entregado a Dynamic el 6 de marzo de 2012.
Dynamic opera con éxito de arrendamiento con tripulación ACMI para una operación aérea llamada EZjet. El arrendamiento con tripulación opera vuelos regulares desde Nueva York (JFK) a Georgetown, Guyana (GEO) que utiliza la placa del B767-200 N767DA. Esta operación cesó en 2012.
Dynamic International Airways opera actualmente entre Seúl del aeropuerto de Incheon y Saipán, así como del Aeropuerto Internacional John F. Kennedy de Nueva York a Guyana.
La aerolínea inició vuelos regulares entre Nueva York (JFK) a Georgetown, Guyana (GEO) en junio de 2014. En el futuro, la aerolínea se está programando para centrarse en las operaciones dentro de los mercados de Japón y China. Dynamic comenzó su servicio al Aeropuerto Internacional de Maiquetía Simón Bolívar en Caracas, Venezuela desde Fort Lauderdale el 17 de julio de 2015 y desde el Aeropuerto Internacional John F. Kennedy de Nueva York a partir del 14 de noviembre de 2015. También tiene planeado abrir operaciones a partir del 18 de diciembre de 2015 al Aeropuerto Internacional de La Chinita en Maracaibo, desde Miami.
El 29 de octubre de 2015 se produjo el incendio de uno de los motores en un vuelo de Dynamic Airways con destino a Caracas cuando esperaba la autorización del despegue en la pista de Fort Lauderdale.
A partir del 21 de junio de 2016 inició operaciones en México desde el Aeropuerto Internacional de Cancún hacia Estados Unidos a Los Ángeles y Nueva York. Dynamic International Airways anunció que hará vuelos sin escala entre Guayaquil y Nueva York a partir del 1 de junio.
En abril de 2018, Dynamic International Airways obtuvo una licencia para usar las propiedades intelectuales de Eastern Airlines, la cual hoy día junto a Xtra Airways pertenece a Swift Air, aunque algunas de las aeronaves aún posea el diseño y livery de Eastern o una combinación de la misma y Swift Air.
Debido a varios problemas operacionales, desde el 2020 la aerolínea comenzó a cancelar la operación de algunas rutas.
Al 2023 la aerolínea no tiene operación de vuelos comerciales, únicamente opera vuelos chárters.

## Destinos
Desde febrero de 2024, Eastern Airlines no opera vuelos programados luego de cancelar su ruta mensual de Miami a Santo Domingo.
| País                 | Ciudad        | Aeropuerto                                      | Notas           | Refs  |
| -------------------- | ------------- | ----------------------------------------------- | --------------- | ----- |
| Ecuador              | Guayaquil     | Aeropuerto Internacional José Joaquín de Olmedo | Finalizado      |       |
| Estados Unidos       | Boston        | Aeropuerto Internacional Logan                  | Finalizado      |       |
| Estados Unidos       | Miami         | Aeropuerto Internacional de Miami               | Base Finalizado |       |
| Estados Unidos       | Nueva York    | Aeropuerto Internacional John F. Kennedy        | Finalizado      |       |
| Guyana               | Georgetown    | Aeropuerto Internacional Cheddi Jagan           | Finalizado      | [ 6 ] |
| Nicaragua            | Managua       | Aeropuerto Internacional Augusto C. Sandino     | Finalizado      |       |
| Paraguay             | Asunción      | Aeropuerto Internacional Silvio Pettirossi      | Finalizado      | [ 7 ] |
| República Dominicana | Santo Domingo | Aeropuerto Internacional Las Américas           | Finalizado      | [ 5 ] |
| Uruguay              | Montevideo    | Aeropuerto Internacional de Carrasco            | Finalizado      | [ 8 ] |

## Flota

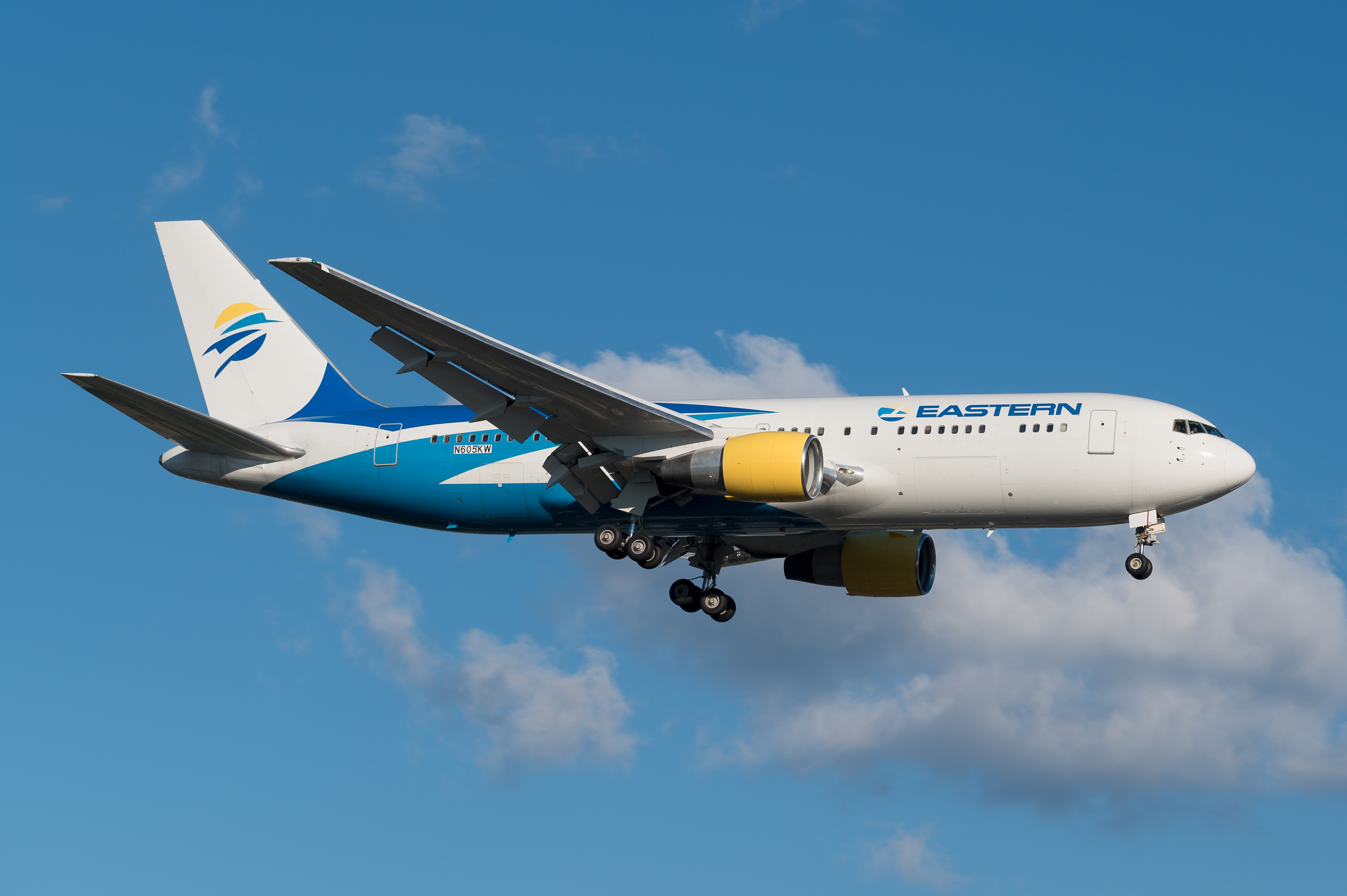
Un Boeing 767-200ER de Eastern Airlines llegando al Aeropuerto Internacional Pearson de Toronto en 2019.

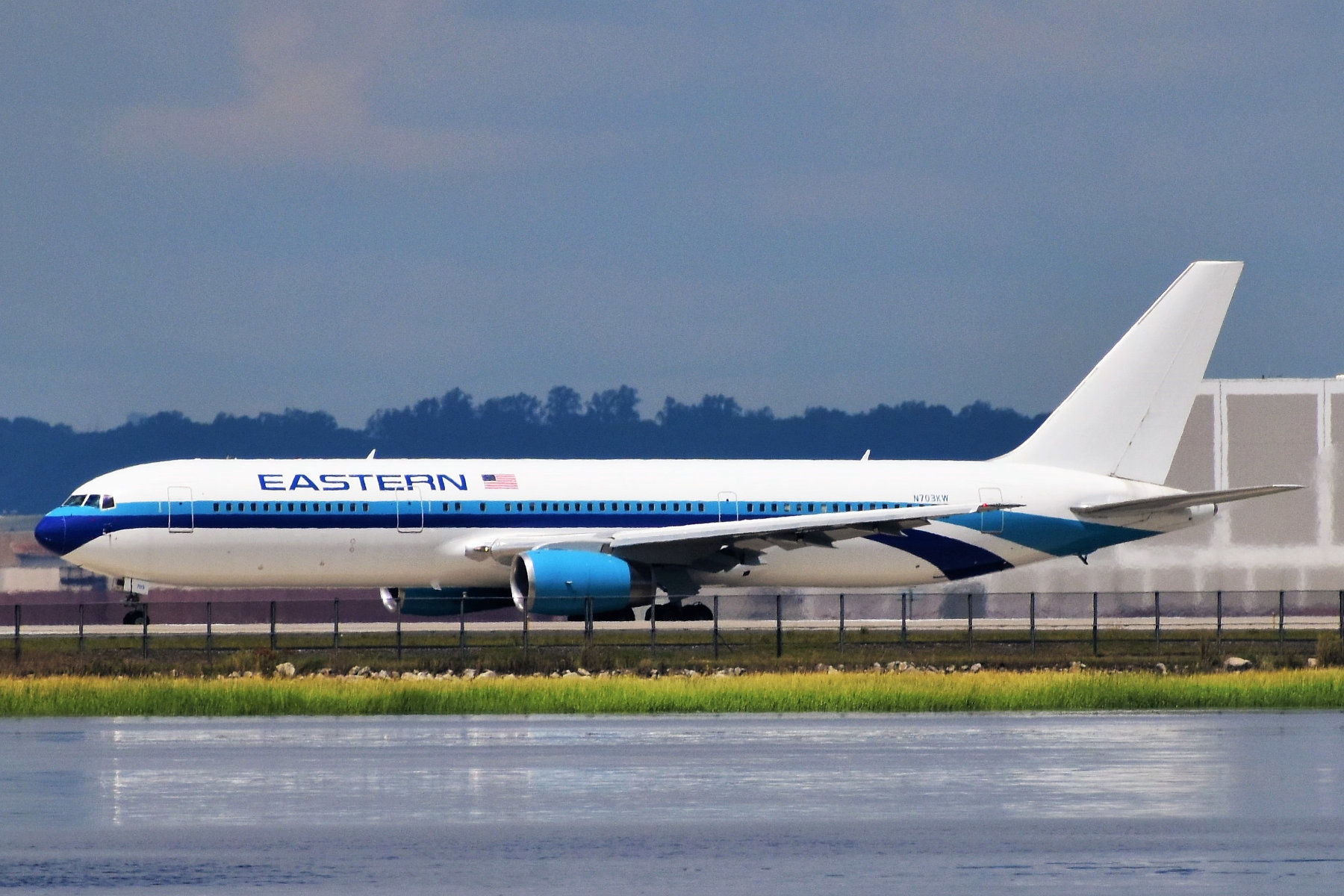
El mismo avión que en la parte superior está una de las librea de Eastern, ahora registrado N703KW, también en el aeropuerto JFK, rodando para la salida en la pista 4L.

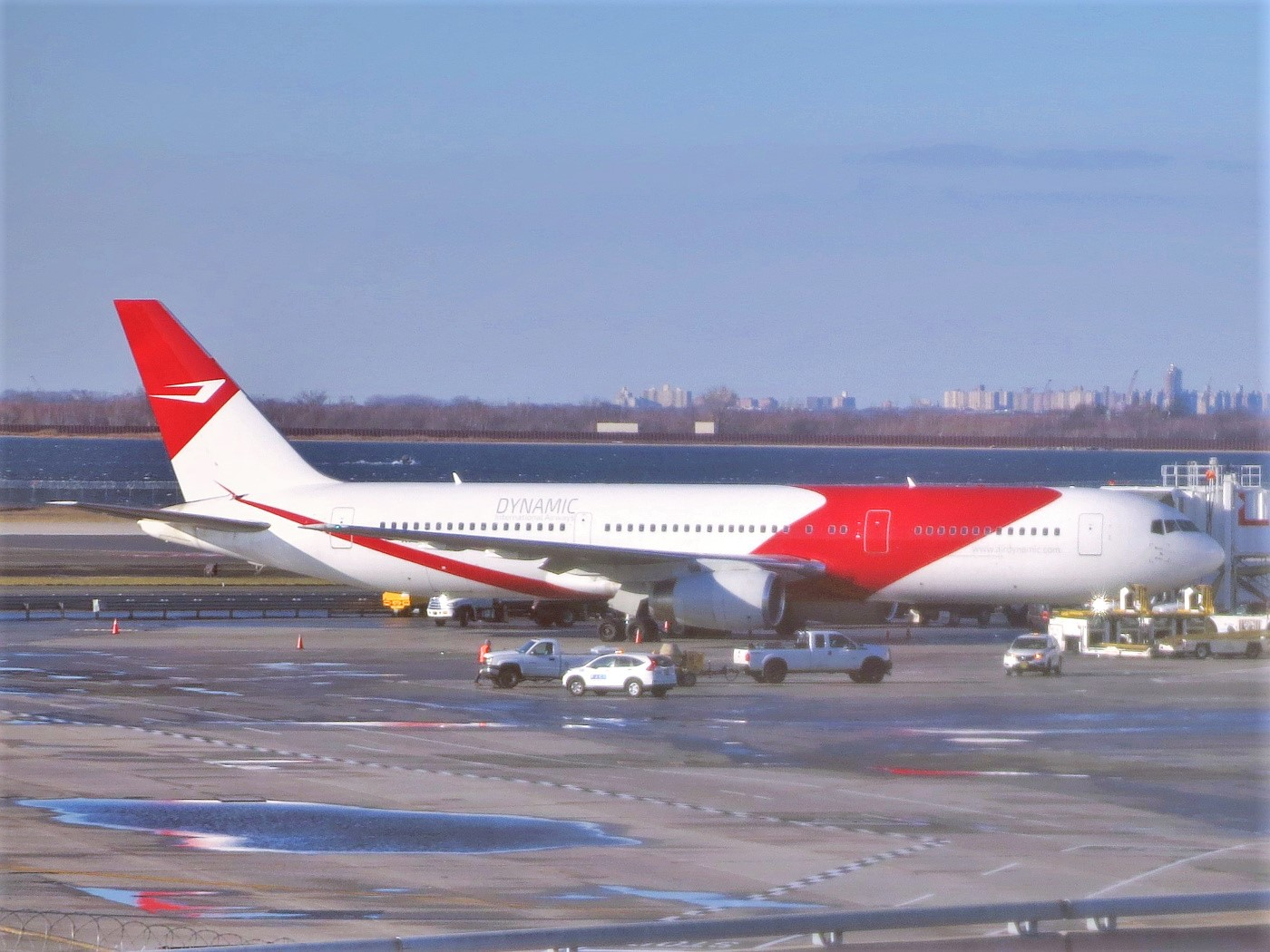
Un Boeing 767-300ER de Dynamic Airways en la Terminal 1 del Aeropuerto JFK, con la antigua librea, matriculado N740JM.

### Flota actual
A marzo de 2025, la flota de Eastern Airlines incluye las siguientes aeronaves, con una edad media de 28.5 años:
| Avión            | En servicio | Órdenes | Pasajeros | Pasajeros | Pasajeros | Notas                                 |  |
| Avión            | En servicio | Órdenes | W         | Y         | Total     | Notas                                 |  |
| ---------------- | ----------- | ------- | --------- | --------- | --------- | ------------------------------------- |  |
| Boeing 767-300ER | 5           | —       | 30        | 212       | 242       | Todos los aviones están estacionados. |  |
| Boeing 777-200ER | 4           | —       | —         | 380       | 380       | 2 aviones estacionados                |  |
| Total            | 9           | —       |           |           |           |                                       |  |

### Flota histórica
Como Dynamic Airways, la aerolínea operaba anteriormente los siguientes aviones: 
| Avión                   | Total | Introducido | Retirado | Notas                   |
| ----------------------- | ----- | ----------- | -------- | ----------------------- |
| Boeing 767-200          | 4     | 2011        | 2024     |                         |
| Boeing 767-200ER        | 5     | 2011        | 2023     |                         |
| Boeing 767-200ER/BDSF   | 2     | 2014        | 2016     | Operado por 21 Air      |
| Boeing 777-300ER        | 2     | 2022        | 2023     | Nunca entró en servicio |
| McDonnell Douglas MD-88 | 2     | 2010        | 2012     |                         |